# Văn phòng Chính phủ (Việt Nam)
Văn phòng Chính phủ là một cơ quan ngang Bộ trong Chính phủ Việt Nam, thực hiện nhiệm vụ là bộ máy giúp việc của Chính phủ và Thủ tướng Chính phủ.

## Lịch sử
Ngày 28 tháng 8 năm 1945, Chính phủ lâm thời của nước Việt Nam Dân chủ Cộng hòa do Chủ tịch Hồ Chí Minh đứng đầu tuyên cáo trước quốc dân đồng bào và toàn thế giới về việc thành lập Chính phủ nước Việt Nam mới. Cũng trong thời gian đó, một cơ quan đầu não giúp việc cho Chính phủ lâm thời và Chủ tịch Hồ Chí Minh đã được thành lập. Do lúc bấy giờ, chính quyền Việt Nam Dân chủ Cộng hòa chưa ổn định, áp lực nội hoạn ngoại xâm rất lớn, nên tổ chức cũng như nhân sự của cơ quan này được giữ bí mật. Việc thành lập cơ quan này cũng không có văn bản thành lập chính thức.
Đến tháng 9 năm 1955, Chính phủ của Thủ tướng Phạm Văn Đồng được thành lập, ông Phạm Hùng được cử làm Bộ trưởng Phủ Thủ tướng. Mặc dù vậy, mãi đến 26 tháng 7 năm 1960, Chủ tịch Hồ Chí Minh mới ra Lệnh số 18-LCT công bố Luật Tổ chức Hội đồng Chính phủ nước Việt Nam Dân chủ Cộng hòa, trong đó chính thức thành lập Phủ Thủ tướng và quy định chức năng như sau:
| “                                                               | "Bộ máy làm việc của Hội đồng Chính phủ và Thủ tướng Chính phủ là Phủ Thủ tướng. Phủ Thủ tướng gồm có: - Văn phòng Phủ Thủ tướng, đứng đầu là Bộ trưởng Phủ Thủ tướng có một hoặc nhiều Thứ trưởng giúp việc; - Các Văn phòng nghiên cứu và theo dõi từng khối công tác của Chính phủ, đứng đầu là các Chủ nhiệm Văn phòng có một hoặc nhiều Phó chủ nhiệm giúp việc. Chủ nhiệm Văn phòng là một Bộ trưởng. | ” |
| — Điều 8, Lệnh Chủ tịch nước số 18-LCT ngày 26 tháng 7 năm 1960 | |   |

Năm 1971, bên cạnh Bộ trưởng Phủ Thủ tướng còn đặt thêm một Chủ nhiệm Văn phòng Phủ Thủ tướng tương đương Bộ trưởng. Năm 1981 Văn phòng Phủ Thủ tướng cũng chuyển thành Văn phòng Hội đồng Bộ trưởng, đứng đầu là Chủ nhiệm, tương đương Bộ trưởng. Từ năm 1981, có 2 chức vụ gần giống nhau là Bộ trưởng, Tổng Thư ký Hội đồng Bộ trưởng (tương đương với Bộ trưởng Phủ Thủ tướng cũ) và Chủ nhiệm Văn phòng Hội đồng Bộ trưởng. Trong hầu hết thời gian, 2 chức vụ này do 1 người kiêm nhiệm. Đến năm 1987 thì sáp nhập 2 chức vụ này làm một là Chủ nhiệm Văn phòng Phủ Thủ tướng.
Đến năm 1992, Hội đồng Bộ trưởng chuyển lại thành Chính phủ, Chủ nhiệm Văn phòng Phủ Thủ tướng đổi sang tên gọi chức vụ mới là Chủ nhiệm Văn phòng Chính phủ, tương đương Bộ trưởng.
Ngày 19 tháng 4 năm 2001, Thủ tướng Phan Văn Khải đã ký Quyết định số 489/QĐ-TTg, chọn ngày 28 tháng 8 làm "Ngày truyền thống Văn phòng Chính phủ".

## Nhiệm vụ
- Tổ chức các hoạt động chung của Chính phủ và Thủ tướng;
- Tham mưu cho Thủ tướng trong công việc chỉ đạo, điều hành các hoạt động chung của bộ máy hành chính nhà nước;
- Giúp Thủ tướng tổ chức việc điều hoà, phối hợp hoạt động của các Bộ, cơ quan ngang Bộ, cơ quan thuộc Chính phủ, Hội đồng Nhân dân, Ủy ban Nhân dân các tỉnh, thành phố trực thuộc Trung ương để thực hiện chương trình kế hoạch công tác của Chính phủ, Thủ tướng
- Xây dựng, quản lý và thực hiện đúng Quy chế làm việc, chương trình và kế hoạch công tác của Chính phủ, Thủ tướng; bảo đảm các điều kiện vật chất và kỹ thuật cho hoạt động của Chính phủ, Thủ tướng.[1]

## Lãnh đạo đương nhiệm
- Bộ trưởng, Chủ nhiệm: Trần Văn Sơn, Ủy viên Trung ương Đảng, Bí thư Đảng ủy
- Phó Chủ nhiệm:

1. Nguyễn Sỹ Hiệp
2. Mai Thị Thu Vân
3. Đỗ Ngọc Huỳnh
4. Trịnh Mạnh Linh
5. Phạm Mạnh Cường

## Cơ cấu tổ chức

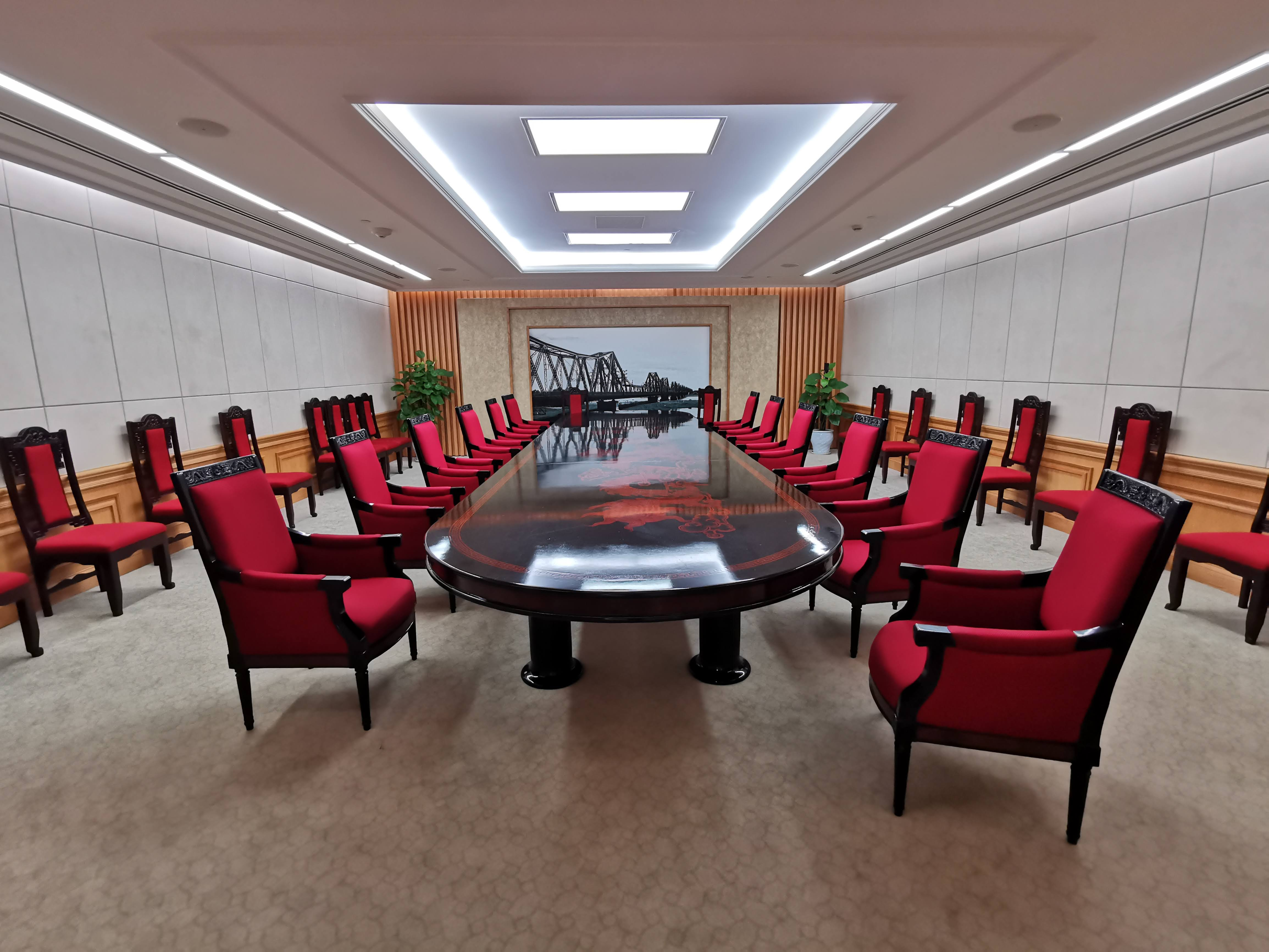
Một phòng họp trong Văn phòng Chính phủ Việt Nam tại số 1 phố Hoàng Hoa Thám, Hà Nội.

## Cơ cấu tổ chức[2]

### Các đơn vị phục vụ quản lý nhà nước
- Vụ Theo dõi công tác thanh tra (gọi tắt là Vụ I)
- Vụ Nội chính
- Vụ Công tác Quốc hội, Địa phương và Đoàn thể
- Vụ Tổng hợp
- Vụ Tổ chức công vụ
- Vụ Pháp luật
- Vụ Quan hệ quốc tế
- Vụ Công nghiệp
- Vụ Nông nghiệp
- Vụ Kinh tế tổng hợp
- Vụ Khoa giáo - Văn xã
- Vụ Đổi mới doanh nghiệp
- Vụ Thư ký - Biên tập
- Vụ Hành chính
- Vụ Tổ chức cán bộ
- Cục Kiểm soát thủ tục hành chính
- Cục Quản trị - Tài vụ
- Cổng Thông tin điện tử Chính phủ

### Các đơn vị sự nghiệp có thu
- Trung tâm Hội nghị Quốc gia
- Hội trường Thống nhất
- Trung tâm Hội nghị 37 Hùng Vương
- Nhà khách La Thành